# 江西省历史文化街区
江西省已公布六批历史文化街区，全省共有82处街区被列入。
- 第一批（2015年2月公布，共18个）

- 第二批（2016年11月公布，共14个）

- 第三批（2018年2月公布，共18个）

- 第四批（2019年1月公布，共15个）[1] [2]

- 第五批（2009年公布，共10个）

- 第六批（2022年12月5日公布，共7个）[3]

## 分市名单

### 南昌市
- 万寿宫历史文化街区（1）
- 绳金塔历史文化街区（1）
- 进贤仓历史文化街区（1）

### 赣州市
- 七里镇历史文化街区（1）
- 郁孤台历史文化街区（1）
- 姚衙前历史文化街区（1）
- 灶儿巷历史文化街区（1）
- 南市街历史文化街区（1）
- 慈姑岭历史文化街区（3）

#### 南康区
- 石板头历史文化街区（5，唐江镇）
- 盐街上历史文化街区（5，唐江镇）

#### 瑞金市
- 廖屋坪-上湖洞历史文化街区（1）
- 粜米巷历史文化街区（1）
- 沙洲坝历史文化街区（1）

#### 于都县
- 建国路历史文化街区（3）

#### 龙南市
- 下西门历史文化街区（6）
- 下豆行历史文化街区（6）

### 景德镇市
- 三闾庙历史文化街区（1）
- 彭家弄历史文化街区（1）
- 葡萄架历史文化街区（1）
- 富强上弄历史文化街区（1）
- 陈家弄历史文化街区（1）
- 刘家弄历史文化街区（1）

#### 乐平市
- 何家台历史文化街区（2）
- 周家巷历史文化街区（4）

### 宜春市
- 王子巷历史文化街区（1）
- 原江特电机厂历史文化街区（6）

#### 万载县
- 田下历史文化街区（3）
- 小北关历史文化街区（4）

#### 靖安县
- 西门外街历史文化街区（3）

### 九江市
- 大中路历史文化街区（2）
- 庾亮南路历史文化街区（2）
- 动力机厂历史文化街区（4）
- 大校场东南（老地委大院）历史文化街区（4）

#### 修水县
- 秋收起义红色历史文化街区（3）
- 鹦鹉街历史文化街区（3）

#### 庐山市
- 牯岭街历史文化街区（5）
- 西宁街历史文化街区（5）

### 吉安市
- 永和老街历史文化街区（2）
- 水巷历史文化街区（2）
- 能仁巷圣恩堂历史文化街区（2）

#### 吉水县
- 上下老街历史文化街区（2）
- 八都老街历史文化街区（3）
- 金滩老街历史文化街区（4）

#### 万安县
- 朱家巷历史文化街区（2）
- 古城墙历史文化街区（2）

#### 新干县
- 大东门历史文化街区（3）

#### 永丰县
- 下西坊历史文化街区（3）
- 城内街历史文化街区（4）

#### 井冈山市
- 挹翠湖历史文化街区（5）

#### 遂川县
- 工农兵政府旧址历史文化街区（5）

#### 永新县
- 南门历史文化街区（6）
- 东门历史文化街区（6）

### 抚州市
- 文昌里汤家山历史文化街区（2）
- 文昌里汝东园历史文化街区（2）
- 荆公路历史文化街区（3）
- 州学岭历史文化街区（3）
- 义门巷历史文化街区（4）
- 延陵路历史文化街区（4）

#### 金溪县
- 水门巷历史文化街区（2）
- 王家巷历史文化街区（2）
- 金溪街历史文化街区（6）

#### 黎川县
- 黎川老街历史文化街区（2）
- 贤士街历史文化街区（4）

#### 南丰县
- 望仙桥历史文化街区（3）
- 攀桂坊历史文化街区（3）
- 盱江西路历史文化街区（3）
- 盱江东路历史文化街区（3）

#### 崇仁县
- 中大、西路历史文化街区（3）

#### 宜黄县
- 北门路历史文化街区（4）
- 南门路历史文化街区（4）

#### 乐安县
- 衙门巷历史文化街区（4）

#### 南城县
- 北街历史文化街区（5）
- 将军岭历史文化街区（5）

### 上饶市

#### 铅山县
- 一堡街历史文化街区（3）
- 二堡街历史文化街区（3）

#### 婺源县
- 大庙街历史文化街区（5）
- 南门街历史文化街区（5）

#### 广丰区
- 洋口老街历史文化街区（6）

### 鹰潭市

#### 余江区
- 徽州巷历史文化街区（4）
- 彭家巷历史文化街区（4）
- 育仁门历史文化街区（4）